# Youku
A Youku (优酷, Juku , „menő”) teljes nevén Youku Tudou Inc. online videómegosztó-szolgáltató, melynek székhelye Pekingben, Kínában található. Az Alibaba Group leányvállalata.
2012-ben összeolvadt a Tudouval, így jött létre a Youku Tudou Inc. 2014-ben havonta 500 millió aktív felhasználóval és napi 800 millió videómegtekintéssel rendelkezett. 2016-ban harmincmillió feliratkozója volt. Sokáig Kína legnagyobb videómegosztó oldala volt, 2015-ben azonban letaszította az első helyről az iQiyi. Akárcsak a többi nagy videómegosztó oldal, a Youku is készít, illetve forgalmaz websorozatokat, valamint célja, hogy Kína legnagyobb streamingszolgáltatója legyen.

## Fordítás
- Ez a szócikk részben vagy egészben  a   Youku című angol Wikipédia-szócikk fordításán alapul.  Az eredeti cikk szerkesztőit annak laptörténete sorolja fel. Ez a jelzés csupán a megfogalmazás eredetét és a szerzői jogokat jelzi, nem szolgál a cikkben szereplő információk forrásmegjelöléseként.